# Mojito (canción)
"'Mojito"' es una canción de la cantante mexicana Thalía. Fue lanzado por Sony Music el 7 de mayo de 2021, como el cuarto sencillo de su decimoctavo álbum de estudio Desamorfosis.

## Antecedentes y lanzamiento
La canción, junto con un audio video, fue lanzada oficialmente como el cuarto sencillo de Desamorfosis el 7 de mayo de 2021. El sensual tema que hace referencia al cóctel cubano fusiona varios ritmos, desde las cuerdas de varios Géneros latinos, hasta el más urbano de las últimas tendencias, utilizando diversas analogías relacionadas con la bebida para describir la relación con su interés amoroso. La canción se consideró un buen adelanto del disco que hacía falta para empezar un buen fin de semana.

## Rendimiento comercial
La canción entró en las listas de éxitos de Estados Unidos, Puerto Rico y República Dominicana.

## Actuaciones en vivo
Thalía interpretó la canción por primera vez como parte de un popurrí con sus éxitos "Piel morena", "Amor a la mexicana", "No me acuerdo", "¿A quién le importa?", "Arrasando" durante Ellas y Su Música, un evento especial de Latin Grammy que celebra a las mujeres que ella presentó.

## Posicionamiento en listas

### Listas semanales
| Listas (2021)                             | Posición máxima |
| ----------------------------------------- | --------------- |
| Brasil (Top 100 Digital)                  | 28              |
| España (Roquetas FM Radio 96.5)           | 1               |
| Estados Unidos (Latino Caliente - FadeFM) | 21              |
| República Dominicana Pop (Monitor Latino) | 16              |
| República Dominicana Pop (Monitor Latino) | 16              |
| Puerto Rico Pop (Monitor Latino)          | 9               |
| Suiza (Vibración Latina)                  | 1               |

### Listas de fin de año
| Lista (2021)                     | Posición |
| -------------------------------- | -------- |
| Puerto Rico Pop (Monitor Latino) | 29       |